# Vác Futball Club
El Vác Futball Club és un club de futbol hongarès de la ciutat de Vác. Els seus colors són el blau i el vermell.

## Història
El club va ser fundat el 28 de novembre de 1899 amb el nom de Váci Sportegyesület. Les primeres activitats del club eren el ciclisme, l'esgrima, la gimnàstica i el tennis. El primer partit de futbol no el jugà fins al 24 de maig de 1904 enfront del Műegyetem FC (avui Műegyetemi AFC - club universitari de Budapest) i perdé 0-3.
Abans de 1926, la lliga hongaresa només permetia clubs de Budapest i el Váci SE disputava el campionat regional que guanyà en dues ocasions, els anys 1913 i 1924.
Després del 1926 s'inicià l'etapa professional del futbol al país, però el Váci SE no va poder assolir aquest status. L'agost de 1948, dos clubs de la ciutat, el Váci AC (fundat el 1920) i el Váci Reménység (fundat el 1922) s'uniren dins el Váci SE, que esdevingué Váci Dolgozók TK.
L'estiu del 2007, un club amateur del districte XI de Budapest, l'Újbuda-Lágymányosi TC s'uní al club.
Evolució del nom:
- 1899-1948: Váci SE
- 1948-1955: Váci Dolgozók TK
- 1955-1955: Váci Petőfi
- 1955-1957: Váci Bástya
- 1957-1957: Váci SE
- 1957-1961: Váci Petőfi
- 1961-1965: Váci Vasas
- 1965-1970: Váci SE
- 1970-1980: Váci Híradás
- 1980-1992: Váci Izzó MTE
- 1992-1997: Vác FC-Samsung
- 1997-1998: Vác FC
- 1998-2001: Vác FC-Zollner
- 2001-2003: Váci VLSE
- 2003-2007: Dunakanyar-Vác FC
- 2007-2009: Vác-Újbuda LTC
- 2009-2013: Dunakanyar-Vác FC
- 2013-avui: Vác FC

## Palmarès
- Lliga hongaresa de futbol (1):
  - 1993-1994 (Vác-Samsung)
- Copa hongaresa de futbol (3):
  - 1990-1991 (Váci Izzó), 1991-1992, 1994-1995
- Segona divisió hongaresa de futbol (2):
  - 1986-1987, 2005-2006
- Campionat regional (Kerületi Bajnokság) (2):
  - 1913, 1924

## Futbolistes destacats
- Tamás Hajnal
- Laszlo Repasi